# Ophiostoma pallidobrunneum
Ophiostoma pallidobrunneum är en svampart som först beskrevs av Olchow. & J. Reid, och fick sitt nu gällande namn av Georg Hausner & J. Reid 2003. Ophiostoma pallidobrunneum ingår i släktet Ophiostoma och familjen Ophiostomataceae.   Inga underarter finns listade i Catalogue of Life.